# Ruben Eliassen

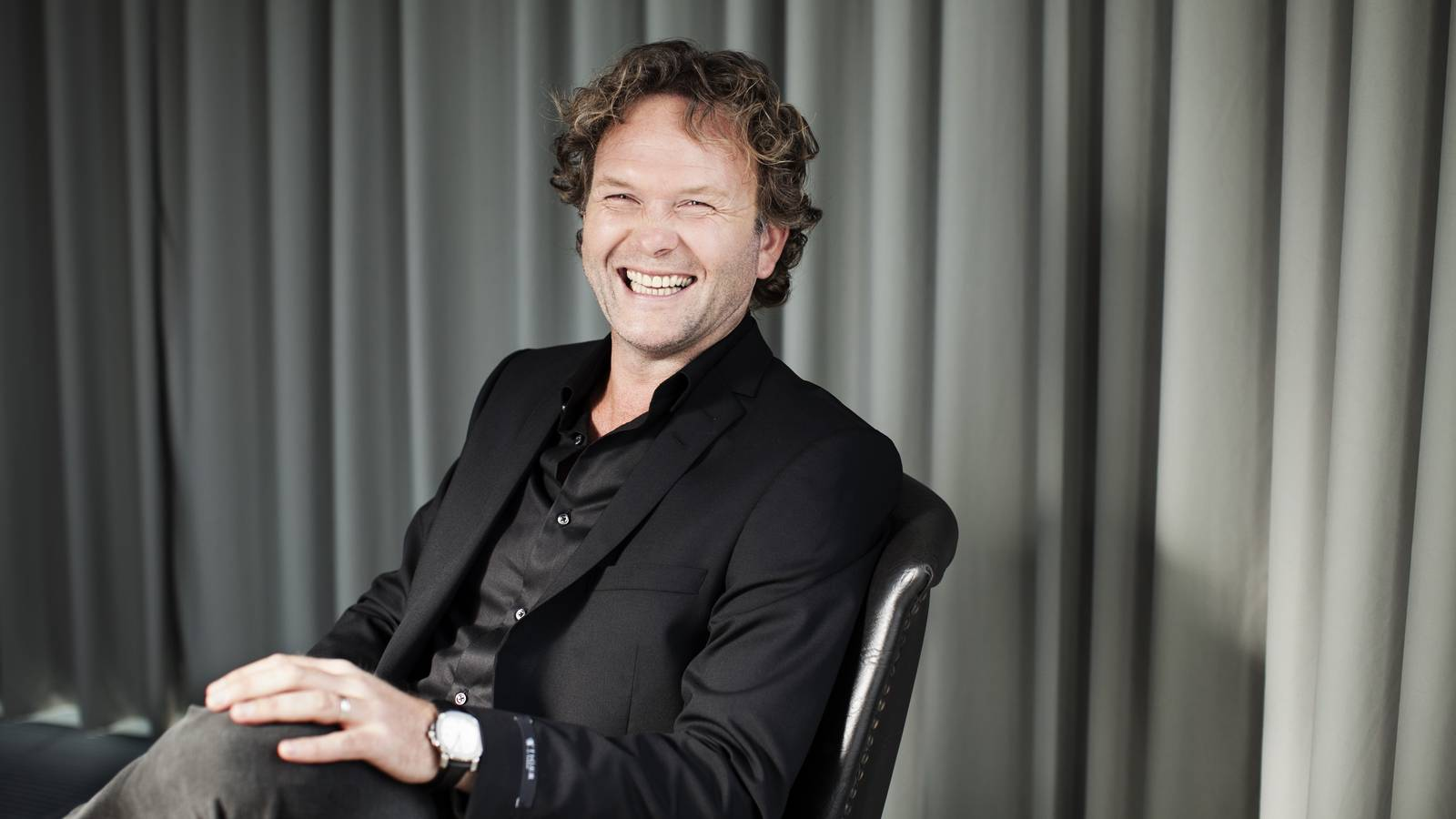
Forfatter Ruben Eliassen

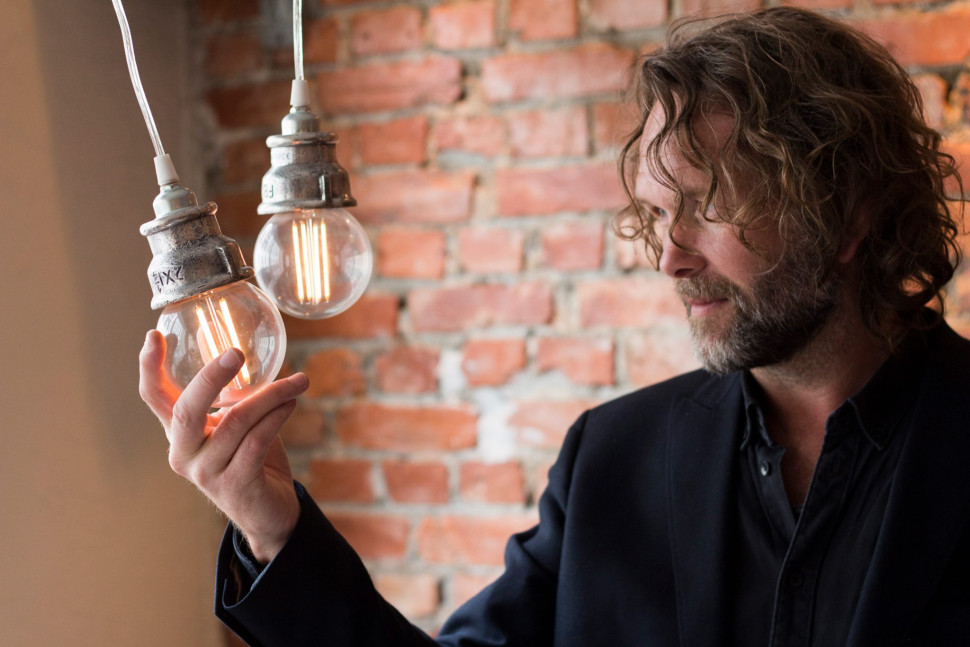
Forfatter Ruben Eliassen, foto: Silje Bullgård

Ruben Eliassen född 26 november 1968 i Trondheim, är en norsk författare och illustratör med erfarenhet från musik- och reklambranschen. Han är kanske mest känd för böckerna i Phenomena-serien som är en serie fantasyromaner för barn och ungdom.
Eliassen avslutade skolan men kom bara in på fiskarlinjen på grund av dåliga betyg. Som 18-åring flyttade han till Oslo där han började på reklambyrå och arbetade som frilansande illustratör i KOnK, för förlaget Semic och andra tidningar.
För sin första bok, Phenomena: Profetiens utvalgte från 2002, vann Eliassen Arks barnbokspris och Kultur- och kyrkodepartementets priser för barn- och ungdomslitteratur.